# 編集プロダクション
編集プロダクション（へんしゅうプロダクション）は、出版社や広告代理店などから書籍、雑誌等の編集実務を委託されるマスコミ関連企業。編プロと略称される。独立した小規模経営の企業が多いが、大手出版社などが制作部門を分社化する場合もある。

## 概説
雑誌、書籍、冊子などの企画立案から取材、デザイン、執筆、印刷所への入稿、校正など文字画像媒体の制作業務の一切を行うが、契約内容やプロダクションの能力、専門性によって一部分だけを行うこともある。それぞれが媒体の種類や内容ごとに特化しているのが普通で、設備や人材は個々のプロダクションによって大きく異なる。
社内にスタッフを多く抱えず、請け負った仕事ごとにフリーランスのクリエイターに外注することが多く、さらには編集プロダクション同士で元請けと孫請けの関係で仕事をすることもあり、仕事によってそれが逆転することもある。このように編集プロダクションは多様で柔軟な形態を持ち、製造業などいわゆる普通の会社の人が外から見ると、誰が社員で一体どんな仕事をしているのかわからないこともしばしばである。
資本形態は、大手出版社などの子会社から、有志の出資で設立された会社、法人登記をしていない単なるフリーランスのチームまでさまざまである。株式を上場しているような規模の会社は存在しない。
特定分野に強みを持つ編集プロダクションの場合、複数の出版社から同時に同じ分野の出版物を請け負うことも珍しくない。実際に版元が異なり競合関係にある雑誌でも、同じ編集プロダクションにより編集されていることもある。
また雑誌の誌面リニューアルを機に、出版社の編集部から編集プロダクションに、もしくはある編集プロダクションから別のプロダクションに業務が交代されることもある。
一般企業から（多くの場合は広告代理店や印刷会社を通して）編集制作を受注するケースもある。なかでも家電製品のマニュアルやメーカーの総合カタログなどは、より見やすくわかりやすいことが求められるため、編集プロダクションの活躍の場となる。ほかに社内報や社史など企業が刊行する文字媒体は多く、しかも書店で販売する書籍・雑誌より作業単価が高いので、編集プロダクションとしては受注すれば気遣いは多いがおいしい仕事となることが多い。
テレビ番組の制作プロダクションに対し番組構成に必要な資料を提供するなど、文字以外の媒体との関係を持つプロダクションもある。たとえば番組のスタッフだけでは対応できない数多くの店舗などの調査・取材を、編集プロダクションが雑誌編集の要領で取材したり、すでに持っている取材資料から提供したりすることが行われている。
アダルトビデオのように一般向けの刊行物や広告と関係が薄い業界と結びついて、動画と文字媒体とのメディアミックスを図る編集プロダクションもある。

## 経営や雇用、就業の実態
就職口としては入社倍率が非常に高い大手出版社に就職を果たせなかったマスコミ志望者の受け皿となっているが、経営者には大手出版社を退職し編集プロダクションとして独立した者もある。
社員の給与や保障は大手出版社より劣るのが普通で、アシスタントクラスは特に薄給である。単価の高い仕事を数多くこなし資金的に恵まれた編集プロダクションでも、高給を得るのは一部の幹部社員やクリエイターに限られるが、中小の出版社なら編集プロダクションと変らないこともある。
大手出版社の編集者に比べ受け持つ仕事の量が多く、拘束時間も長い。人手不足が常態化し社員を教育するだけの余裕がない企業が多く、入社後すぐに責任のある仕事を受け持ち、現場で多くの作業をこなしながら仕事を覚えることになるので、能力のある者は短期間で実力を身につけ、そうでない者は基本的な作業がいつまでも満足にできないという能力差が如実にあらわれることになる。
同じプロダクションに長く勤める者は少なく、他のプロダクションや出版社へ転職したりフリーランスになる者が多いが、自ら編集プロダクションを立ち上げる者もある。編集プロダクションは大掛かりな設備が不要で、事務所と机があれば始められる。そのため好景気時には多くのプロダクションが乱立したが、近年の出版不況で淘汰され、受注の減少で苦しい経営におちいっているプロダクションが多い。